# Rumex gmelinii
Rumex gmelinii är en slideväxtart som beskrevs av Porphir Kiril Nicolai Stepanowitsch Turczaninow. Rumex gmelinii ingår i släktet skräppor, och familjen slideväxter. Utöver nominatformen finns också underarten R. g. latus.